# Vasilij Tatisjtjev
Vasilij Nikititj Tatisjtjev (ryska: Василий Никитич Татищев), född 19 april 1686, död 15 juli 1750, var en rysk historiker och statsman.
Tatisjtjev deltog i Narvas erövring (1704), i slaget vid Poltava och fälttåget vid Prut (1711). Efter två utländska studieresor blev han president i bergs- och manufakturkollegiet och fick av Peter I av Ryssland i uppdrag att utarbeta en geografi och kartläggning av landet. För detta syfte gjorde han studieresor ända till Sibirien och samlade mycket material. I Sverige vistades han december 1724–april 1726 i diplomatiskt uppdrag samt för att studera bergshanteringen. Han utnämndes sedan till överdomare i myntverket, men anklagades för korruption och avsattes därför av kejsarinnan Annas minister Ernst Johann von Biron. Han återvände därpå till Sibirien, där han med kraft verkade för industrins utveckling, öppnade gruvor och anlade fabriker. 
På befallning av Biron ledde Tatisjtjev en militär expedition till Orenburg 1737 för att kuva basjkirerna. Efter att åter ha anklagats för korruption inspärrades han 1740 i Peter-Paulfästningen, där han skrev sitt kulturhistoriskt märkliga testamente, Duchovnja, till sin son. Sedan Biron störtats, återfick han friheten och utnämndes till ståthållare i Tsaritsyn, men drog sig 1745 tillbaka till sin lantegendom vid Moskva. I sin historiska uppfattning hyllade han de utilitaristiska doktrinerna. Hans historiska arbeten, som först under Katarina II blev kända, utmärks för kritisk samvetsgrannhet rörande källorna, men blev ej systematiskt genomförda. Hans opus magnum, historieverket Istorija rossijskaja, utgavs i fem delar efter hans död (1768-1848).

## Eftermäle
Asteroiden 4235 Tatishchev är uppkallad efter Vasilij Tatisjtjev.